# Culturele Unie van Roethenen in Roemenië
De Culture Unie van Roethenen in Roemenië, Roemeens: Uniunea Culturală a Rutenilor din România, of UCRR is een politieke partij in Roemenië van een etnisch-culturele minderheid. Dankzij het Roemeense recht is de partij verzekerd van ten minste één zetel in de Kamer van Afgevaardigden. De partij is in 2000 opgericht en deed in 2020 nog aan de verkiezingen mee.
- officiële website.

Alliantie van Liberalen en Democraten · Alliantie voor de Unie van Roemenen · Democratisch-Liberale Partij · Democratische Unie van Hongaren in Roemenië · Groot-Roemeniëpartij · Humanistischekrachtpartij · Nationale Democratische Partij · Nationaal-Liberale Partij · Nationale Christen-Democratische Boerenpartij · Nationale Unie voor de vooruitgang van Roemenië · Nieuwegeneratiepartij · Nieuwe Republiek · Noua Dreaptă · M10 · Partij Verenigd Roemenië · Red Roemenië-Unie · Roemeense Sociale Partij · Sociaaldemocratische Partij · Partijen van etnische minderheden · Volksbewegingspartij